# 陳節之
陳節之（1505年—1539年），字尹和，號方山，福建福州府閩縣人，軍籍，明朝政治人物。

## 生平
嘉靖四年（1525年）乙酉科福建鄉試第二十七名舉人。嘉靖八年（1529年）中式己丑科會試第二百六十四名，登第二甲第四名進士。授兵部武选司主事，十二年七月改任翰林院编修，十三年三月充经筵展書官，十五年九月以重録《列圣训录》完成，升修撰，十八年二月升左春坊左中允兼修撰编修，同年卒。

## 家族
曾祖陳憼宗；祖父陳煜；父陳坤，母廖氏。具庆下。兄陈鏡、陈铣。